# Time (Freddie Mercury)
Time is een nummer van de Britse zanger Freddie Mercury, bekend van de rockgroep Queen, uit 1986. Het nummer komt, net als het eveneens door Mercury gezongen In My Defence, uit Dave Clarks gelijknamige musical. Ondanks dat Mercury zelf niet in de musical speelde, werden beide nummers opgenomen op het cast album, en werd "Time" uitgebracht op single, dat tot nummer 32 kwam op de UK Singles Chart. De singleversie werd later opgenomen op de box set The Solo Collection en later op het compilatiealbum Lover of Life, Singer of Songs: The very best of Freddie Mercury.
De videoclip van het nummer werd opgenomen in het Dominion Theatre, waar de wereldpremière van de musical plaatsvond op 9 april 1986.

## Remixes
- In 1992 werd een remix van het nummer uitgebracht onder de naam "Time (Nile Rodgers 1992 Remix)" op het album The Freddie Mercury Album en op de box set The Solo Collection. Op deze remix is de piano weggehaald en zijn extra instrumenten toegevoegd.
- In 2000 werd nog een remix uitgebracht onder de naam "Time (2000 Remix)" die bijna gelijk is aan de singleversie, alleen zijn delen van de percussie weggehaald. Het staat op de box set Solo.
- In 2019 werd een demo-opname van het nummer uitgebracht op single, genaamd "Time Waits for No One (2019 Time Remix)". De opname was oorspronkelijk verloren, totdat Dave Clark deze in 2017 terugvond. Hij nam enkel de stem van Mercury en vroeg de oorspronkelijke toetsenist Mike Moran om nieuw pianospel op te nemen. Op 20 juni 2019 werd de videoclip van het nummer uitgebracht.